# Berriozar
Berriozar es un municipio español de la Comunidad Foral de Navarra, situado en la Merindad de Pamplona, en la Cuenca de Pamplona y a 6 km de la capital de la comunidad, Pamplona, formando parte de su área metropolitana. Cuenta con una población de 11 201 habitantes (INE 2024).
Berriozar, se constituye como tal municipio independiente al segregarse del concejo de su nombre por Decreto Foral 87/1991, de 14 de marzo, publicado en el BON 34/1991.
Su escudo tiene en el fondo las cadenas del escudo de Navarra y la corona real abierta como símbolo del Antiguo Reino de Navarra, posee la oveja en el lado izquierdo como alusión a la Cendea de Ansoáin a la que perteneció hasta su disolución en 1991 y ocho fuegos en el lado derecho a modo de representación a las ocho familias o ocho fuegos, unas cuarenta personas, que vivían en Berriozar cuando aparece por primera vez en el Libro de Monedaje en 1350. El fondo de la bandera es azul marino.

## Toponimia
Al igual que en el nombre de las casas, en los topónimos berriozartarras está presente la lengua vasca. Está Eunceluce (Lantzeluze-Antzeluze) significa 'prado largo'. Euntze es una variante de la palabra Untzu, prado, está también Untzu Txiki, 'prado pequeño'. Talluncea, es el prado de la siega, ya que en Berriozar a la guadaña se le llama talla, hay un viejo refrán que se oía en los alrededores y a modo de burla 'Berriozar, Berriosuso y Berrioplano, no saben euskera ni castellano' en alusión a lo anterior, que algunos aperos de labranza tenían su propio nombre en esos pueblos y que no era ni en euskera ni castellano. Otro topónimo es Recarte, 'lugar entre arroyos', Auzalorra, 'terreno comunal', Auzo, 'significa comunal', vecinal algo público y se utiliza en plural, 'los auzolarres', prados comunales. Recalde es la zona cerca de la regata. Aparece Iturcotacoa itur es fuente. Eunsasi es la zona de viñedos. El término de encima del casco antiguo es Etxaburua, la cabeza de la casa, y Etxape la zona de abajo del mismo y es algo así como debajo de la casa. Intxaurdi significa nogalera.

## Geografía
La localidad de Berriozar está situado en la parte central de la Comunidad Foral de Navarra dentro de Cuenca de Pamplona, a los pies del monte Ezkaba o San Cristóbal a una altitud de 428 m s. n. m. Su término municipal tiene una superficie de 2,7 km² y limita al norte con el municipio de Ezcabarte, al este con el de Berrioplano (al noroeste con el concejo de Aizoáin) y este con el de Artica) y al sur con el de Pamplona

### Barrios
Dentro del municipio se distinguen los siguientes barrios: El Casco Antiguo, situado a las faldas del monte Ezcaba o San Cristóbal donde en 2011 residían 98 habitantes, y en la parte llana se sitúan el denominado Casco Nuevo donde se distinguen junto al centro urbano de la localidad las urbanizaciones Zorziko, Lantzeluze, Etxaburua y Artiberri.

## Historia
La primera noticia de la historia de Berriozar aparece en el Libro de Rediezmo de 1268; cita expresamente a Berriozar como núcleo de población que albergaba 8 fuegos o casas, es decir, unas 40 personas. Sin embargo, es posible que antes del siglo XIII existieran en el actual término de Berriozar algunas corralizas y algunas casas de labranza que se utilizarían en períodos de tranquilidad y se abandonarían en épocas de guerra, ya que la población se refugiaba en el recinto amurallado de la capital. En un documento de 1205 se cita el topónimo ''Berrio'', sin distinción todavía de Berrio de la Plana (Berrioplano/Berriobeiti), Berrio de Sus (Berriosuso/Berriogoiti) o Berrio Zaharr, Sancho III El Mayor donó unas viñas a doña Narbona el lugar de Berrio pero como se cita anteriormente sin distinción de cual de los tres, todos ellos formaron junto con 8 lugares más parte de la Cendea de Ansoáin que se ha mantenido hasta 1991. En 1350 se vuelve a citar de nuevo a Berriozar con 8 fuegos. Llama la atención que el cronista local Carmelo Urra encontrara en el año 2008 en el libro Redondo de la Catedral de Pamplona el nombre de Berriozar ''Sancho el Mayor dona a la Catedral de Pamplona dos viñas en BerrioZahar'', esto data del año 1007, estaríamos hablando de más de mil años de historia de Berriozar. Las malas cosechas hicieron que en 1389 los labradores no pudieran pagar los impuestos al rey Carlos II el malo pasando sus bienes a la propiedad de Beltrán de Ezpeleta (Barón de Ezpeleta y Vizconde de Valderro). El último barón de Ezpeleta fue Don Beltrán. Los títulos de barón de Ezpeleta y Vizconde de Valderro pasaron con sus posesiones a la casa de Ablitas, que ejerció la jurisdicción sobre Berriozar por medio de un alcalde mayor nombrado por ellos, y reelegido cada tres años. Este derecho jurisdiccional sobre Berriozar permaneció hasta 1815, año en que el rey Fernando VII incorporó todas las jurisdicciones a su corona.
Durante el siglo XIX los pueblos de la Comarca de Pamplona sufrieron las consecuencias de varias guerras: la Guerra de la Independencia (1808–1814), la del Trienio Constitucional (1820–1823), la primera guerra carlista (1833–1840) y la tercera guerra carlista (1872–1876). Tuvieron que abastecer a los bandos contendientes y sufrieron sus represalias. Por otro lado, epidemias de viruela, cólera y otras enfermedades contagiosas hicieron disminuir la población, lo que trajo como consecuencia un estancamiento demográfico.
En contraste con el siglo anterior, el siglo XX supuso para Berriozar un cambio total y una progresión demográfica que le llevaría de ser un pequeño concejo de apenas un centenar de habitantes a convertirse en uno de los 15 municipios más poblados de Navarra. Durante los años 60 y 70 del siglo XX Berriozar fue población receptora de emigración, como el resto de la Comarca. En 1930 Berriozar tenía 177 habitantes, 305 en el año 1950, 3166 en 1970: y 5019 habitantes en 1981: El aumento de la población supuso también un auge urbanístico, con la creación de nuevos barrios en la parte llana a lo que en un primer momento se llamó Polígono y al Zortziko por una antigua venta que se encontraba allí y el pueblo pasa de ser un pueblo agrícola, rural muy típico de la Cuenca de Pamplona a convertirse en una zona residencial propia del área metropolitana de Pamplona. La inmigración que recibió Berriozar en la década de los 60-70-80 fue en su mayoría gente del sur del país, andaluces y extremeños, pero también gallegos, sin olvidar también a nuevos vecinos procedentes de la propia provincia de Navarra, gente del norte y la ribera Castejón, Corella, Miranda de Arga, Murchante se instalaron en Berriozar.
Hasta 1991, Berriozar formó junto con Ansoáin, Aizoáin, Añézcar, Artica, Ballariáin, Berrioplano, Berriosuso, Elcarte, Larragueta, Loza y Oteiza que integró la Cendea de Ansoáin, durante siglos, siendo durante tiempo la sede de su ayuntamiento, hasta que se emancipó de la misma en 1991 configurándose como municipio independiente. Los otros diez municipios pasaban se constituían en un municipio independiente que pasaba a llamarse Cendea de Berrioplano. En ese momento Ansoáin contaba con 5.071 habitantes mientras que Berriozar poseía 5.028 y los demás pueblos sumaban entre todos 841 personas.
El 9 de agosto de 2000 fue asesinado en la localidad, por la banda terrorista ETA, el subteniente del ejército Francisco Casanova Vicente.

### Nombres de las casas
En su casco antiguo, todavía nos podemos encontrar varias casas con su nombre colocado en las proximidades de la puerta todas las casas están en euskera. La más antigua de la que se tenga constancia es la Casa Machinena actualmente derivada a Mattinena, que vendría a decirnos que es la casa de Martín. En segundo lugar tenemos Isabelena, casa de Isabel pero ahora la conocemos como Casa Gaskue. Se cita la Casa Luisena pero se desconoce cuál es. También, Alkatezarrena (la casa del alcalde viejo) el actual Palacio de Ezpeleta, Ezconberriarena (la casa del recién casado) ahora es Eskunberri, Musigorriena (la casa del labio rojo) que sería un apodo pero ha llegado a nuestros días como Motxogorri, Pedroconecoa (la casa que depende de la casa de Pedroco), se cita también la Casa Mezquiricena es la Mutiloa. 

## Demografía
Berriozar cuenta con una población de 11 201 habitantes (INE 2024).
| Gráfica de evolución demográfica de Berriozar entre 2001 y 2021 |
| |
| Población de derecho según los censos de población del INE Población de hecho según los censos de población del INEEntre el censo de 2001 y el anterior, aparece este municipio porque se segrega del municipio 31016 (Ansoáin) |

Pirámide de población
Los datos de la pirámide de población de 2009 se pueden resumir así:
- La población menor de 20 años es el 23,5 % del total.
- La comprendida entre 20-40 años es el 39,28 %.
- La comprendida entre 40-60 años es el 24,08 %.
- La mayor de 60 años es el 13,14 %.

Esta estructura de la población es típica del régimen demográfico moderno, con una evolución hacia el envejecimiento de la población y la disminución de la natalidad anual.
Evolución de la población
| Gráfica de evolución demográfica de Berriozar entre 1900 y 2024 |
| |
| Población según el Gobierno de Navarra Población de derecho (1900-1991) o población residente (2001) según los censos de población del INE Población según el padrón municipal de 2024 del INE |

### Transporte y comunicaciones
El Transporte Urbano Comarcal de Pamplona tiene 3 líneas diurnas y una nocturna, que comunican a Berriozar con el resto de la Cuenca de Pamplona. Las líneas diurnas 16 y 22 y la nocturna N4, comunican con el centro de Berriozar (Casco Nuevo) y la línea diurna 17 con la nueva zona, Artiberri. Los servicios son los siguientes:
| Eskualdeko Hiri Garraioa/Transporte Urbano Comarcal |                                              |                                              |
| Inicio                                              | Línea                                        | Fin                                          |
| Berriogoiti/Berriosuso - Berriozar                  | 16                                           | Noáin - Beriáin                              |
| Berriozar                                           | 17                                           | Mutiloa/Mutilva                              |
| Pablo Sarasate                                      | N4                                           | Berriogoiti/Berriosuso - Berriozar           |
| Berriozar                                           | N11                                          | Santa María la Real                          |
| Taxi Iruñerria                                      |                                              |                                              |
| Zona                                                | A                                            | A                                            |
| Estaciones                                          | Gipuzkoa etorbidea, 24/Avenida Gipuzkoa nº24 | Gipuzkoa etorbidea, 24/Avenida Gipuzkoa nº24 |

## Economía
Su medio tradicional y de vida ha sido desde antaño la agricultura destacando también el pastoreo, la cantera y la madera del monte. Tras el periodo de industrialización que sufrió Navarra desde la década de los 60, la industria y la construcción empezaron a ser los principales trabajos de los emigrantes que llegaban a la nueva urbanización del ''polígono''. Es un área de la periferia externa de Pamplona y se ha beneficiado de la puesta en marcha del centro comercial Iruña en el que se encuentra el Hipermercado Eroski. Se prevé la próxima ampliación del primer centro comercial. Asimismo, dentro también de las grandes superficies comerciales destaca la presencia de un comercio de la multinacional francesa Decathlon, dedicada a la venta de material deportivo.
En este localidad también tiene su sede Ionavarra, un Laboratorio acreditado por el Gobierno de Navarra para el control de calidad de la edificación.

## Administración y política
La administración política se realiza a través de un ayuntamiento de gestión democrática cuyos componentes se eligen cada cuatro años por sufragio universal desde la segregación del hasta entonces Concejo de Berriozar de la Cendea de Ansoáin en 1991. El censo electoral está compuesto por los residentes mayores de 18 años empadronados en el municipio, ya sean de nacionalidad española o de cualquier país miembro de la Unión Europea. Según lo dispuesto en la Ley Orgánica del Régimen Electoral General, que establece el número de concejales elegibles en función de la población del municipio, la corporación municipal de Berriozar está formada desde 2015 por 15 concejales. La casa consistorial del Ayuntamiento de Berriozar está en la calle Kaleberri, 7.
Desde las primeras elecciones democáticas de 1979 han sido presidentes del entonces Concejo de Berriozar José Luis Campo de la candidatura AMO-ULE y José María Barrena y Estela Vasco, ambos por el PSN-PSOE.
| Periodo   | Nombre                    | Partido | Partido                                                |
| --------- | ------------------------- | ------- | ------------------------------------------------------ |
| 1991-1995 | Alfonso Alonso            |         | Partido Socialista de Navarra (PSN-PSOE)               |
| 1995-1999 | José Luis Campo Valle     |         | Acción Municipal Obrera-Udal Langile Ekintza (AMO-ULE) |
| 1999-2000 | José Manuel Goldarazena   |         | Euskal Herritarrok (EH)                                |
| 2000-2007 | Benito Ríos Ochoa         |         | Partido Socialista de Navarra (PSN-PSOE)               |
| 2007-2015 | Xabier Lasa Gorraiz       |         | Nafarroa Bai (NaBai)                                   |
| 2015-2023 | Raúl Maiza González       |         | Euskal Herria Bildu (EH Bildu)                         |
| 2023-act. | Iker Mariezkurrena Zelaia |         | Euskal Herria Bildu (EH Bildu)                         |

| Partido político | Partido político                                            | 2023  | 2023       | 2019               | 2019               | 2015  | 2015       | 2011  | 2011       | 2007  | 2007       |
| Partido político | Partido político                                            | %     | Concejales | %                  | Concejales         | %     | Concejales | %     | Concejales | %     | Concejales |
|                  | Euskal Herria Bildu (EH Bildu)-Bildu                        | 44,4  | 9          | 42,39              | 8                  | 37,95 | 6          | 18,63 | 3          | —     | —          |
|                  | Partido Socialista de Navarra (PSN-PSOE)                    | 18,47 | 3          | 20,88              | 4                  | 16,89 | 2          | 16,30 | 2          | 18,36 | 2          |
|                  | Partido Popular (PP)                                        | 14,13 | 2          | Navarra Suma (NA+) | Navarra Suma (NA+) | 1,84  | 0          | 6,90  | 1          | —     | —          |
|                  | Unión del Pueblo Navarro (UPN)                              | 11,36 | 2          | Navarra Suma (NA+) | Navarra Suma (NA+) | 15,75 | 2          | 16,02 | 2          | 20,87 | 3          |
|                  | Izquierda-Ezkerra (I-E)-Podemos-Contigo                     | 9,53  | 1          | 10,27              | 1                  | 14,61 | 2          | 8,88  | 1          | 10,41 | 1          |
|                  | Geroa Bai (GBai)-Nafarroa Bai (NaBai)                       | —     | —          | 3,99               | 0                  | 10,93 | 1          | 29,33 | 4          | 24,33 | 3          |
|                  | Navarra Suma (NA+)                                          | —     | —          | 21,68              | 4                  | —     | —          | —     | —          | —     | —          |
|                  | Eusko Abertzale Ekintza-Acción Nacionalista Vasca (EAE-ANV) | —     | —          | —                  | —                  | —     | —          | —     | —          | 18,62 | 3          |
|                  | Convergencia de Demócratas de Navarra (CDN)                 | —     | —          | —                  | —                  | —     | —          | 2,44  | 0          | 6,33  | 1          |

## Patrimonio

### Civil

#### Lavadero
Situado en el Casco Antiguo fue construido en 1745 por Lorenzo Erviti. De él fluyen tres chorros de agua limpia y cristalina. El más grande, en el centro se le conoce popularmente como la Zorroka. Era el punto de encuentro de las mujeres, que mientras lavaban la ropa intercambiaban chismes y comentarios de la vida y las noticias que llegaban. Las mujeres practicaban la jabonada, lavar la ropa de color, y la colada, proceso para limpiar y desinfectar la ropa blanca. Según el censo del año 1880, en Berriozar había 13 lavanderas de profesión. Se le desprendió el tejado a causa de una nevada y tuvo que ser reparado.

#### Palacio Ezpeleta
Es un edificio situado en el Casco Antiguo construido en el siglo XV por los barones de Ezpeleta, vizcondes de Valderro. Don Juan de Ezpeleta participó en las luchas que se desarrollaron en los primeros años del siglo XVI en Navarra. Luchó en el bando de los agramonteses, es decir en los contrarios a la incorporación a Castilla. El Rey de Navarra Juan de Labrit estableció allí su cuartel general en diciembre de 1512. Fernando el Católico le confisco el palacio y se en él se alojó D. Miguel de Donamaria. Posteriormente los Ezpeleta recuperaron el palacio con la amnistía otorgada por Carlos V en 1524. Pero el palacio fue abandonado a finales de 1623 y estuvo cuatro años cerrado. Hasta que se instalaron en el diversas familias que fueron las encargadas de cobrar los tributos y mantener los derechos y prerrogativas del señor. Por herencia pasó a manos de los condes de Ablitas, condes de Ayanaz y marqués de Vesolla. Actualmente es conocido como Casa Kataxar (Alkate Zahar) es un edificio de uso particular y de uso privado.

### Religiosos

#### Iglesia de San Esteban del casco antiguo
Es un edificio sencillo de planta rectangular, la cabecera es recta con el coro a los pies y una gran torre prismática, al templo se le añadió una capillita en el lado del Evangelio y la sacristía tras la cabecera. su construcción data de tres fechas, finales del siglo XII, el siglo XVI del que datan cubiertas capillas y sacristía y el siglo XVIII, en el que se añadió el pórtico. El retablo mayor es la obra escultórica más importante dentro del tempo, en el año 1643 Martín Echeverría inicia las obras de su construcción que se prolongarían cuatro años. La arquitectura se muestra avanzada con influencias barrocas, es una obra de transición entre el romanismo y el barroco.

#### La Cruz Procesional
Es una pieza de plata dorada, gótica, de la primera mitad del siglo XV hecha en Pamplona. Se encuentra en el Museo Diocesano de Pamplona por su gran valor.

#### Virgen de Nuestra Señora del Sagrario
Es una talla románica del siglo XII, mide 90 cm y el niño se encuentra sentado en el regazo de la Virgen cuyo rostro es alargado y severo y da aires de majestad. Estuvo ubicada en la antigua ermita de Donamaria, a las afueras del pueblo que fue destruida en un incendio por los franceses 1813 en la Guerra de la Independencia en la retirada de las tropas francesas y salvada de las llamas por el dueño de Casa Mattinena (casa de Matxin). Actualmente la imagen está en la parroquia de San Esteban del Casco Nuevo y preside el altar junto a San José y San Francisco de Javier.

## Cultura

### Música
Berriozar cuenta con una Escuela de Música de grado elemental.
- Banda de música de Berriozar: nació en 1985, a mano del director y músico José Germán Villafranca. Sus numerosas actuaciones ha llevado el nombre de la localidad, Berriozar, por la comarca de Pamplona, y exteriores. Está hermanada con la banda de música municipal de Zizur Mayor, desde 2005.

### Personajes históricos
Berriozar cuenta con un personaje propio de los carnavales que año tras año se le representa en los carnavales de Berriozar. El nombre de dicho personaje es Txolin. Txolin fue alcalde de Ártica alrededor de los siglos XVIII y XIX. Es un personaje histórico porque les hizo frente a los franceses en su estancia en Iruña durante la Guerra de la Independencia. Actualmente es popularmente conocido por ser el personaje principal de carnaval de Berriozar.

### Fiestas y costumbres

#### Los Mayordomos
Es una tradición con fuerte arraigo en toda la Cuenca, la de los mayordomos, las personas encargadas de organizar las fiestas con la ayuda del pueblo. La tradición dice que en Berriozar, coincidiendo con el día de San Pedro los jóvenes de edad casadera se reunían bajo el nogal de ''Casa Motxogorri'' y elegían a dos mozos, para entrera a ser mozo había que tener más de 16 años y pagar una cuota de dos reales. En referencia a los mayordomos, el primero debía de ser de Berriozar es decir que hubiera nacido ahí, pero el segundo, el ayudante del mayordomo no tenía esa obligación, también eran dos mujeres las mayordomas. Los mayordomos sacaban en hombros a la Virgen de Agosto y las mayordomas trenzaban las cintas de las txapelas y hacían los escapularios en banda blanca para los mayordomos. Ya en fiestas los mayordomos contrataban la música, solían venir dos gaiteros de Estella y un tamborilero de Obanos hasta antes de 1936 se cambiaron por los músicos de Mendigorría, Mañeru y Barásoain entre ellos Manuel Turrilas. Iban a misa y tras ella bailaban una jota y una porrusalda, seguidamente repartían un lunch a los asistentes que consistía de piperropiles, chocolate y bolao, productos de la zona, del pueblo, ya a la tarde abrían el baile con un vals, chotis...
Esta tradición no ha llegado muy modificada a nuestros días, aunque se perdió antes de la guerra años 30 más o menos, el grupo de dantzas Txori Zuri se encargó de recuperarlra en los 70. En nuestros días, siguen asistiendo a la misa y bailando la jota y porrusalda, sirven el lunch y abren el baile de la tarde con un vals, este acto se hace el jueves de fiestas y el 26 de diciembre Día de San Esteban, patrón de Berriozar a excepción de que este día no hay baile a la tarde, se reparten torrijas y moscatel o anís a los allí presentes.

#### Fiestas de agosto
Las fiestas comienzan el último miércoles de agosto y duran hasta el domingo de esa semana, el jueves es el día del Casco Antiguo y la mayoría de los actos se ejecutan ahí. Son en honor a san Esteban, el patrón. Los actos característicos de las fiestas son, el Txupinazo a las 18:00 desde el Kiosco de la plaza Eguzki. La final del campeonato de Botxas el jueves en el atrio de la iglesia y tras el baile de los Mayordomos. Comidas populares, suelta de vaquillas en la calle San Agustín, exhibición de Deporte Rural, bailables con la banda de música Doinua, salidas de la Comparsa de Gigantes y la concentración del domingo, calderetes en el paseo Basoa, conciertos de Rock, Folk, Ska y las verbenas en la plaza Eguzki.

#### Comparsa de Gigantes y cabezudos
La primera constancia de la que se tiene de gigantes en Berriozar es de los años 70 aproximadamente. Había tres gigantes, dos reyes blancos y uno negro y bailaban al son de una txaranga. En el año 1984 el Concejo de Berriozar decide comprar unos gigantes, se pone en contacto con Aragonesa de Fiestas, una empresa encargada de realizar figuras de este tipo en cartón piedra. Adquiriendo así un Pamplonica una Poxpoliña y una pareja de Kaxeros con la intención de que en ellos se vean reflejadas las distintas maneras de vestir en los días festivos del pueblo junto con los gigantes también adquieren cinco cabezudos y un zaldiko. En el año 1998 y ante el deterioro que sufren las figuras encargan a Jesús María una pareja de Mayordomos por el arraigo que posee Berrriozar respecto a esa costumbre. Un año más tarde llegarán Pastor y Vendimiadora dos oficios tradicionales de Berriozar, pastores había hasta prácticamente finales del siglo XX pero el oficio de vendimiadora se perdió ya a primeros del mismo, aunque de esa profesión nos quedan aún testigos como los topónimos ''Eunsasi y Ardantzeta'' que hacen referencia a zona de viñedos. En 2002 Ángel Azkona realiza dos copias en fibra de vidrio y resina de poliéster de los kilikis Payaso y Napoleón. En las fiestas de 2003 se cumplía el XX aniversario de la comparsa y coincidiendo con este evento se hizo un espectáculo en la plaza San Esteban junto con el grupo de dantzas Txori Zuri de jubilación para los gigantes viejos, que solo salían el último día de fiestas. 

#### Grupos de música en la localidad
Marea es un grupo de rock, oriundo de la localidad, formado en 1997 por Kutxi Romero y con éxito a nivel mundial. En su discografía, hasta el año 2022, se encuentran ocho discos como La patera, Besos de perro o En mi hambre mando yo.
Otro grupo que destaca es el grupo de Rock, Bocanada, cuyo cantante, Martín Romero, es el hermano de Kutxi Romero, cantante de Marea. 
Al igual que el grupo de SKA, Vendetta, que comenzó con integrantes de la escuela de música de Berriozar. Es muy famoso entre el público juvenil en bastantes lugares de Navarra, como de País Vasco y otras comunidades autónomas, aunque últimamente han ido ganando fama hasta conseguir un tour por varios países de Europa y todo el mundo.

### Deporte
En esta localidad hay diversos clubes deportivos:
- El Berriozar Club de Fútbol, de fútbol.
- La Sociedad Deportivo Cultural San Cristóbal, de fútbol.
- BKE Herri Kirol Taldea